# Galictis
Rod Galictis uključuje dvije vrste grisona, sisavce nalik lasicama poznate i kao hurón u španjolskom jeziku i furão u portugalskom jeziku. Mali grison (Galictis cuja) i veliki grison (Galictis vittata) pronalaze se u Južnoj Americi, dok se rasprostranjenost potonjeg također proteže i Središnjom Amerikom i južnim Meksikom. Pripadnici su potporodice Mustelinae unutar porodice kuna (Mustelidae).
Duljina tijela grisona proteže se do jednog metra, a težina iznosi između 1 do 3 kilograma. Mali je grison nešto manji od velikog. Grisoni nalikuju vidricama, no imaju manji rep, kraće udove i zbijenije tijelo. Dlaka duž leđa sive je boje s crnim nogama, vratom, licem i trbuhom. Oštra bijela pruga pruža se od čela do stražnjeg dijela vrata.
Grisoni žive u ljanosima i šumama niske nadmorske visine. Kopaju jazbine unutar palog drveća ili šupljinama u kamenu. Po prehrani su svejedi.

## Drugi projekti
|  | Wikivrste imaju podatke o taksonu grisonima |